# Snowy Mountains
Les Snowy Mountains (litt. « montagnes enneigées », abrégé en anglais en Snowies) forment la chaîne de montagnes la plus haute du continent australien et en possèdent le point culminant, le mont Kosciuszko, à 2 228 mètres d'altitude. Elles se trouvent au sud de Canberra, dans le Sud de la Nouvelle-Galles du Sud et font partie des Alpes australiennes qui font elles-mêmes partie de la Cordillère australienne. Elles abritent le parc national du Kosciuszko qui avec ses 650 000 hectares est le plus grand parc de Nouvelle-Galles du Sud.

## Géographie

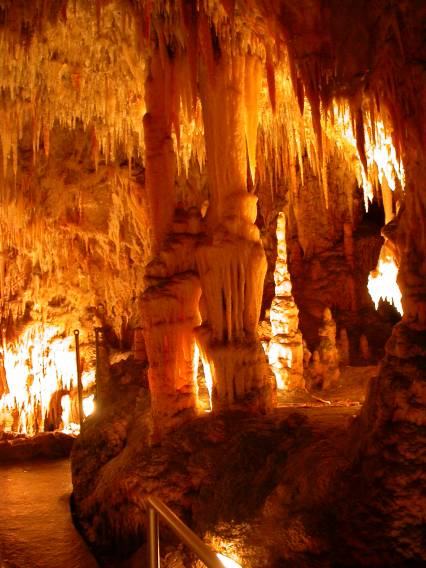
Yarrangobilly Caves.

Les Snowy Mountains forment la chaîne de montagnes la plus haute du continent australien et en possèdent le point culminant, le mont Kosciuszko, à 2 228 mètres d'altitude. Elles se trouvent au sud de Canberra, dans le Sud de la Nouvelle-Galles du Sud. Elles abritent le parc national du Kosciuszko qui, avec ses 650 000 hectares, est le plus grand parc de Nouvelle-Galles du Sud. La zone est protégée en 1944 puis classée officiellement au sein du parc national du Kosciuszko en 1967. C'est là que se trouvent les quatre stations de ski de Nouvelle-Galles du Sud. En hiver, les vastes plateaux et les sommets permettent la pratique du ski de fond dans la région – notamment dans le Kosciusko Back Country et le Jagungal Wilderness.
Le mont Townsend est le second sommet le plus élevé d'Australie (2 209 mètres). Situé à 3,68 km au nord du mont Kosciuszko. Le mont Jagungal (2 061 mètres) est un sommet isolé, au nord du parc national du Kosciuszko, au milieu d'une vaste plaine, il est visible de très loin et réciproquement, il offre une vue magnifique de son sommet sur toute la région mais son ascension est difficile.
Les Snowy Mountains constituent la source des principaux cours d'eau du Sud-Est de l'Australie. La Snowy River prend sa source à 1 840 mètres d'altitude sur les pentes du mont Kosciuszko. La Murrumbidgee naît dans les Fiery Range localisés dans le massif des Snowy Mountains. Elle est un des principaux affluents du Murray, le plus grand fleuve du pays qui prend également sa source dans les Snowy Mountains. Le plan d'aménagement des Snowy Mountains a compris la déviation de cours d'eau de la région pour produire de l'électricité pour les villes du sud-est et pour permettre l'irrigation de l'intérieur sec du pays.
Les régions les plus élevées des Snowy Mountains connaissent un climat alpin, relativement rare en Australie. Néanmoins, seules les crêtes les plus hautes sont sujettes à de la neige l’hiver. Toutefois elles ont la particularité de recevoir plus de neige en hiver que les Alpes suisses, (malgré une superficie trois fois moins importante)[précision nécessaire][Information douteuse]. Le 29 juin 1994, la station météorologique Charlotte Pass y a enregistré la plus basse température d'Australie avec −23 °C. Les montagnes sont occupées par les régions boisées alpestres, caractérisées par la présence d’Eucalyptus pauciflora. Les plateaux d’Eucalyptus delegatensis et d’Eucalyptus regnans sont parsemés de prairies et broussailles de montagnes et de forêt méditerranéenne. Dans le secteur méridional du désert de Byadbo, la forêt méditerranéenne et les forêts d'acacias prédominent. Au sommet du mont Kosciuszko se trouve une réserve de biosphère répertoriée par l’UNESCO, qui comprend 20 espèces de plantes qui n’existent nulle part ailleurs dans le monde.
Cabramurra (60 habitants) est la ville la plus haute sur le continent australien, située à 1 475 m d'altitude dans l'ouest des Snowy Mountains. Cabramurra a été créée en 1954 en utilisant des maisons préfabriquées, dans le cadre du plan d'aménagement des Snowy Mountains. Elle est située dans les limites du parc national du Kosciuszko, sur la route entre Kiandra et Khancoban, une autre centrale hydroélectrique de la région. Kiandra, à 1 400 m d'altitude, est une ville abandonnée de l'époque de la ruée vers l'or et le lieu de naissance du ski en Australie. La station de ski de Charlotte Pass, à 1 760 m, au sud des Snowy Mountains est le plus haut village en Australie.

## Histoire

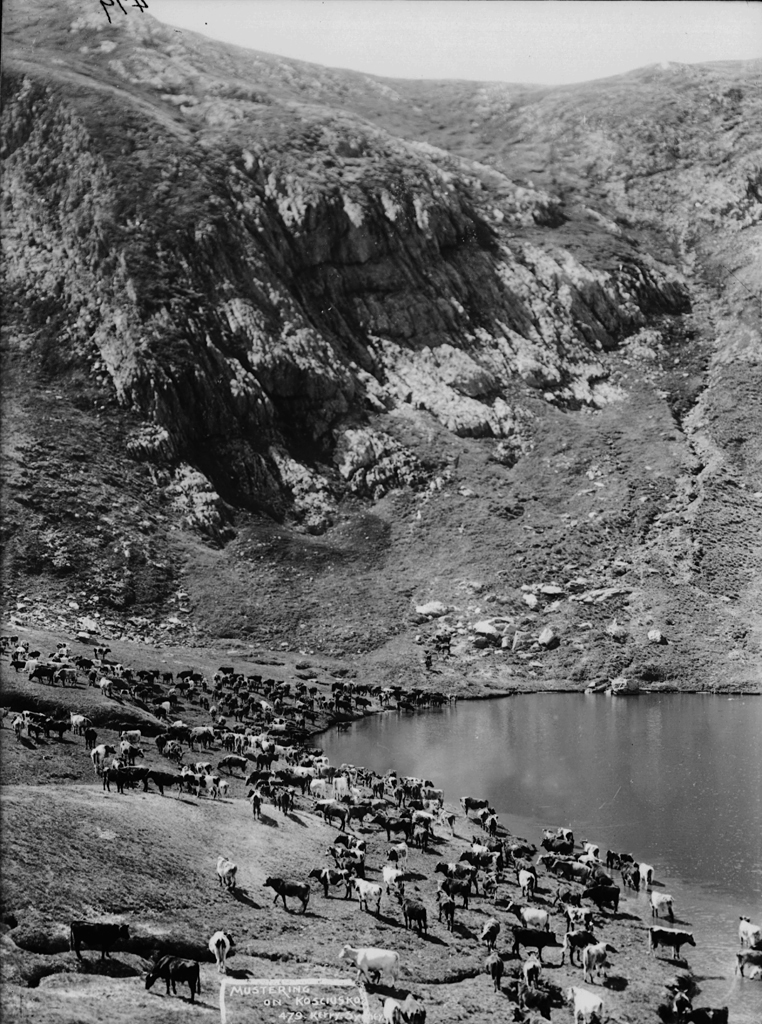
Rassemblement de bétail dans les montagnes près du mont Kosciuszko, avant la fondation du parc national du Kosciuszko.

La région est occupée par les Aborigènes depuis plus de 20 000 ans. Elle a été explorée par les Européens pour la première fois en 1835. En 1839, Paweł Edmund Strzelecki organise une expédition dans les Alpes australiennes et explore les Snowy Mountains. En 1840, il gravit le sommet le plus élevé du continent australien et le nomme mont Kosciuszko, pour honorer Tadeusz Kosciuszko, l'un des héros nationaux de la Pologne.
Au XIXe siècle, une communauté de chercheurs d’or crée la ville minière de Kiandra. La pratique du ski commence à Kiandra en 1861 et, plus tard, dans la région du Kosciusko.
Lors de l'instauration du parc national du Kosciuszko le 5 décembre 1906, dans les Snowy Mountains, le parc est d’abord nommé National Chase Snowy Mountains, avant d'être renommé en 1967. Avant de devenir parc national, le secteur était fréquenté par les éleveurs de bétail qui y ont laissé des huttes de montagne. The Man From Snowy River, une des poésies australiennes les plus connues, écrite par un de ses poètes les plus célèbres, Banjo Paterson, rappelle cette époque. La poésie raconte l'histoire d'un poulain descendant d'un cheval ayant gagné de nombreuses courses et qui s'est échappé en pleine nature dans la région des Alpes australiennes et celle de « l'homme de la Snowy River » qui tente de le rattraper.
Le Snowy Mountains Scheme, une des merveilles de génie civil du monde moderne, est mené entre 1949 et 1974. Il comprend la déviation de cours d'eau pour produire de l'électricité et permettre l'irrigation de l'intérieur du pays. La construction du Snowy Scheme mène à la fondation des stations de sports d'hiver de Thredbo et Perisher. Des villes sont déplacées afin de construire les barrages les plus importants. Les nouvelles villes en bord de lacs deviennent des destinations populaires pour la pêche.
La population de la région est d'environ 34 500 personnes et Cabramurra (1 448 m), construite pour les travailleurs des centrales électriques de la région, est la plus haute « ville » d'Australie. La région est, en hiver, le principal centre de sports de neige de toute l'Australie. En été le parc du mont Kosciuszko attire les touristes (ascension du sommet sans difficulté particulière faite chaque année par 30 000 touristes), pour ses animaux (wallabies, wombats, possums, écureuils volants, ornithorynques) et ses paysages, ses grottes, ainsi que ses vallées glaciaires.

## Activités

### Stations de sport d'hiver

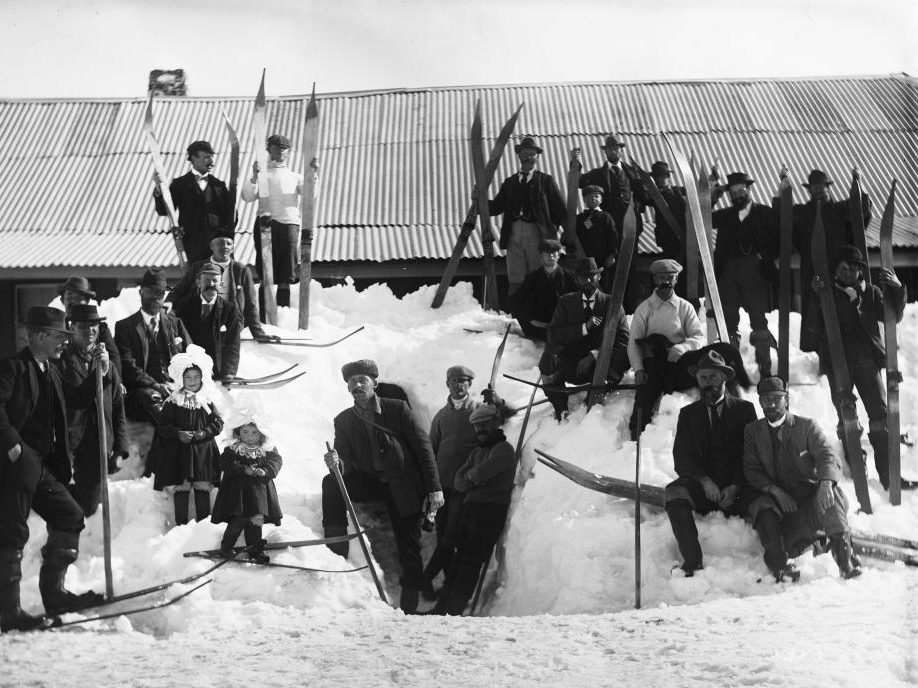
Des skieurs à Kiandra, en 1900. Le ski a commencé en Australie à Kiandra, en 1861, pendant l'époque de la ruée vers l'or.

Le ski a commencé en Australie à Kiandra, en 1861, pendant l'époque de la ruée vers l'or. Les équipements de ski de Kiandra ont été transférés à Selwyn Snowfields en 1978 (y compris le premier T-Barre d'Australie qui avait été installé à Kiandra en 1957), une petite station de ski dans le nord des Snowy Mountains.
Le bâtiment principal du Charlotte Pass est le Kosciuszko Chalet, construit en 1938. À 1 760 m d'altitude, c'est le plus haut village en Australie et il possède des pistes pour les novices comme pour les skieurs avancés. Le point culminant du Charlotte Pass se trouve à 1 964 mètres d'altitude. Charlotte Pass est une base pour l'exploration de la région du mont Kosciuszko, la plus haute montagne de l'Australie située à 9 km.
Perisher, une station de ski dans le sud des Snowy Mountains, avec 48 remontées mécaniques sur 1 245 hectares, et quatre villages (Perisher Valley, 1 720 m ; Mont Blue Cow, 1 890 m ; Smiggin Holes, 1 680 m ; Guthega, 1 640 m), est la plus grande station de ski d'Australie. Elle abrite des pistes pour les novices comme pour les skieurs avancés. Le point culminant de Perisher se trouve à 2 054 mètres d'altitude. Le ski a commencé à Smiggins en 1939. Des refuges ont été construits dans la vallée de Perisher en 1952. L'élaboration du plan d'aménagement des Snowy Mountains et l'afflux associé des migrants européens avec l'expérience de ski, ont mené à la fondation de la station de sports d'hiver de Guthega dans les années 1950. Blue Cow a ouvert en 1987 et n'est accessible que par le Skitube, chemin de fer alpestre. Les quatre stations de sports d'hiver ont désormais fusionné.
Thredbo est une station de ski dans le sud des Snowy Mountains, située à proximité de la ville de Jindabyne et de la region du mont Kosciuszko. Thredbo a été fondée en 1957. L'altitude du village est de 1 365 mètres et le point culminant de Thredbo se trouve à 2 037 mètres d'altitude. Thredbo a un dénivelé de 672 mètres, le plus élevé d'Australie. Elle a des pistes pour novices comme pour les skieurs avancés, avec un domaine skiable de 480 hectares et 14 remontées mécaniques. La plus longue piste fait 5,9 km, de la Karels T-Barre à Friday-Flat.

### Production hydroélectrique

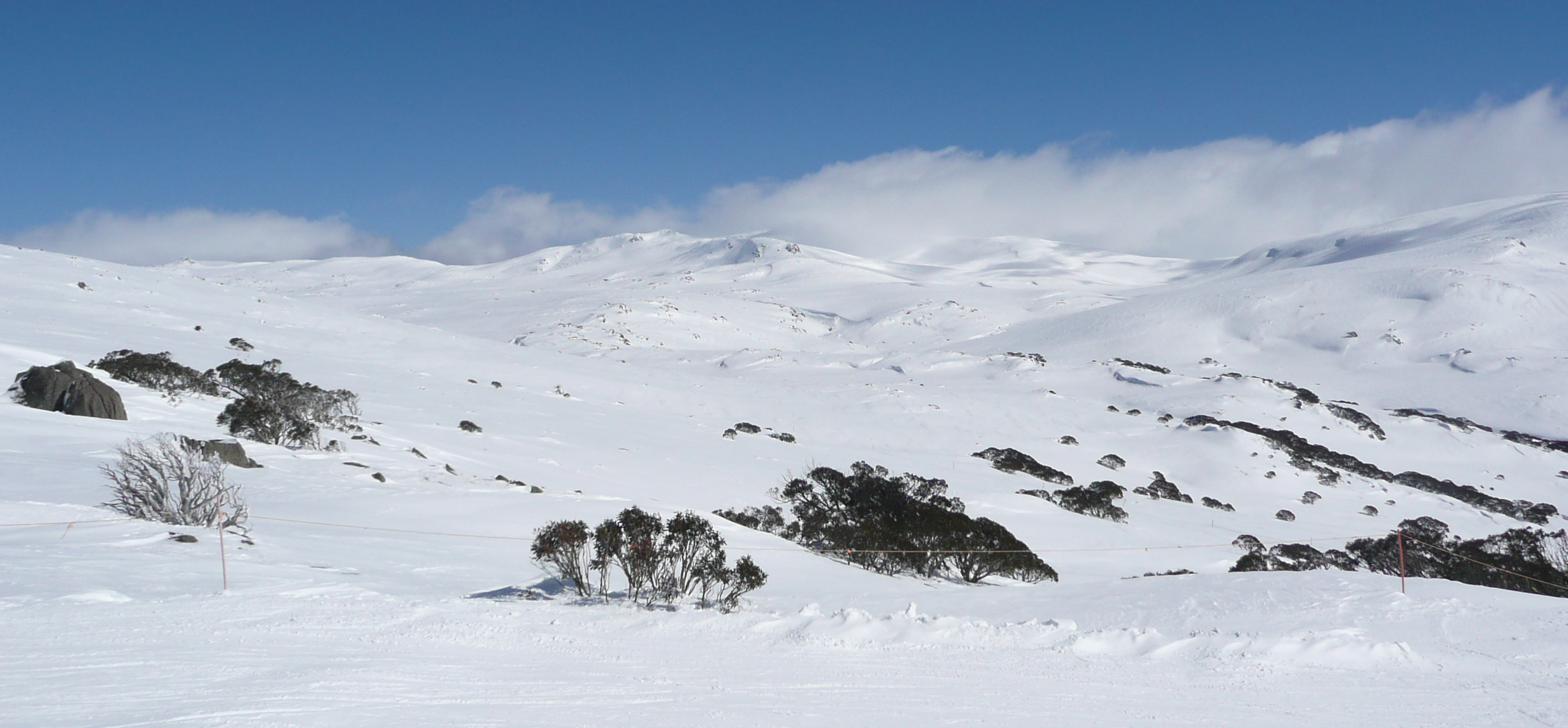
Vue en direction du mont Kosciuszko, la source de la Snowy River. Le Snowy Scheme comprend la déviation de cours d'eau pour produire de l'électricité pour les villes du Sud-Est et pour permettre l'irrigation de l'intérieur sec du pays.

Le plan d'aménagement des Snowy Mountains (en anglais Snowy Mountains Scheme) a consisté à concevoir et à construire dans les Snowy Mountains 16 barrages, 7 centrales électriques et 145 kilomètres de tunnel pour la production d'énergie électrique et le détournement d'eau pour l'irrigation vers l'intérieur du pays.
Le  projet a été mené entre 1949 et 1974. Il a compris la déviation de cours d'eau pour produire de l'électricité pour les villes du Sud-Est et pour permettre l'irrigation de l'intérieur sec du pays. Le complexe est considéré comme une des merveilles de génie civil du monde moderne.
Sa réalisation a nécessité 100 000 ouvriers de 30 pays. La nature multiculturelle de la main d'œuvre employée a contribué à la diversification de la société australienne au XXe siècle. Elle a également abouti à la construction de nouvelles villes et stations de sports d'hiver dans les Alpes australiennes auparavant isolées.
Il est relié par des tunnels à l'autre versant de la Cordillère australienne et permet de fournir de l'eau à la Snowy River et à la Murrumbidgee, ainsi qu'à la retenue de Tumut et au barrage de Tantangara Dam. Les principaux lacs de du projet sont les lacs Eucumbene, Jindabyne, Talbingo et Blowering.
La ville de Cooma est le siège du Snowy Scheme. Les villes d'Adaminaby, Jindabyne et Talbingo ont été déménagées dans leurs vallées respectives afin de construire les barrages les plus importants. Les nouvelles villes en bord de lac sont devenues des destinations populaires pour la pêche à la truite.
La ville de Cabramurra, construite lors des travaux, est devenue la plus haute ville en Australie. Les stations de ski de Thredbo et Guthega ont été créées par d'anciens ouvriers du plan.
Le complexe est actionné et maintenu par Snowy Hydro Limited. Il est principalement situé dans le parc national du Kosciuszko, mais la plupart des équipements sont souterrains.
Le plan d'aménagement connait un regain d'intérêt à la fin des années 2010, avec le lancement du projet Snowy 2.0 par Snowy Hydro en 2017. Il s'agit de construire un système de pompage-turbinage d'une capacité de stockage de 350 GWh et d'une puissance de 2 000 MW, en reliant entre eux les lacs de Tantangara (en) et de Talbingo (en) par des conduites souterraines. Le but de cette installation est d'offrir une solution de stockage sous forme mécanique de l'électricité produite par les sources intermittentes, pour la restituer en temps voulu sur le réseau. Elle devrait ainsi permettre d'augmenter fortement la part des énergies solaire et éolienne dans la production électrique nationale. En construction depuis 2019, sa mise en service doit avoir lieu en 2026.

### Parc national du Kosciuszko

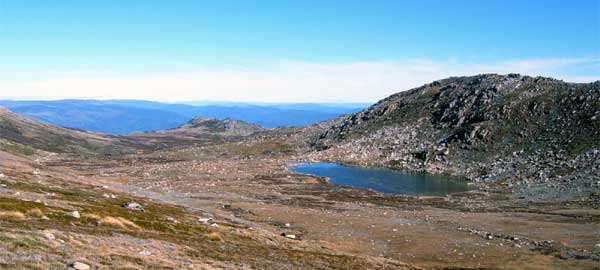
Le lac Cootapatamba et la vallée glaciaire, parc national du Kosciuszko, Snowy Mountains.

Les Snowy Mountains abritent le parc national du Kosciuszko, le plus grand et un des plus importants parcs nationaux en Nouvelle Galles du Sud. Il couvre 670 000 hectares et abrite la montagne la plus élevée du pays, le mont Kosciuszko, ainsi que le plus haut village d’Australie, Cabramurra. Le relief de montagne et les étendues rocailleuses caractérisant le climat alpestre s’y côtoient, faisant de l’endroit un lieu de villégiature de prédilection pour les touristes skieurs et randonneurs. Des excursions guidées parcourent un circuit touristique de plusieurs cavernes dans le karst de la région de Yarrangobilly. Le réseau de sentiers pédestres des Alpes australiennes est sans doute le plus célèbre de la région. Plusieurs milliers de randonneurs le fréquentent chaque été.
Lors de son instauration le 5 décembre 1906, le parc fut d’abord nommé National Chase Snowy Mountains. On le rebaptisa en 1944 Kosciuszko State Park pour finalement lui donner l’appellation qu’on lui connaît aujourd’hui en 1967.
Une grande partie du parc est occupée par les régions boisées alpestres, caractérisées par la présence d’eucalyptus pauciflora. Les plateaux d’eucalyptus delegatensis et d’eucalyptus regnans sont parsemés de prairies et broussailles de montagnes et de forêt méditerranéenne. Dans le secteur méridional du désert de Byadbo, la forêt méditerranéenne et les forêts d'acacias prédominent.
Beaucoup d'espèces de plantes et d’animaux rares ou menacés se retrouvent dans les limites du parc et neuf zones naturelles distinctes ont été définies dans le dernier plan d’aménagement territorial. Une grande partie de la canopée des sections inférieures du parc a été sérieusement brûlée par des feux de brousse en 2003. Ces feux sont une phase naturelle de l'écosystème, mais la région mettra un certain temps à s’en relever.
En été le parc attire les touristes pour ses animaux unique — comme wallabies, wombats, possums, écureuils volants, ornithorynques — et ses paysages, ses grottes, et ses vallées glaciaires.